# Орнитологический парк Ле-Теш
Орнитологический парк Ле-Теш —  природная зона площадью 120 гектаров, приспособленная для обитания диких птиц и оборудованная для их наблюдения в естественной среде. Парк находится на берегу Аркашонского залива во французской коммуне Ле-Теш (департамент Жиронда). В год своего 40-летия орнитологический парк сменил официальное именование. Начиная с 1 января 2013 года он официально называется «Орнитологический заказник Ле-Теш».

## Территория парка
На территории парка, расположенного в глубине Аркашонского залива возле устья реки Лер, есть участки болотистых маршей, лагуны, плавни, луга и лесистые участки. Парк устроен на месте рыбоводческого хозяйства, существовавшего тут с XVIII века. Доступ широкой публики в парк открыли в 1972 году и он находится в управлении муниципалитета Ле-Теш при поддержке Регионального природного парка Гасконские Ланды.

## Птицы в заказнике
Парк расположен на пути миграции перелётных птиц, в непосредственной близости от залива, защищающего парк от стихийных природных явлений. Парк посещают 260 видов птиц, из которых 80 гнездятся здесь.
Перелётные птицы останавливаются в парке весной и осенью. На территории заказника можно наблюдать многочисленные популяции белых аистов и различных цаплевых, а также представителей редких видов, а именно колпицы, пеганки и другие.

## Маршруты наблюдения
В парке устроены три пешеходных маршрута для наблюдений, самый крупный образует петлю в 4 километра. Для посетителей имеется 17 пунктов наблюдения, из которых четыре подняты над землёй.